# Rectala
Rectala là một chi bướm đêm thuộc họ Sesiidae.

## Các loài
- Rectala asyliformis Bryk, 1947
- Rectala magnifica Kallies & Arita, 2001